# بلبنوس
بلبنوس (بالإنجليزية: Balbinus)‏ (و. 178 – 238 م) هو سياسي من روما القديمة، توفي في روما، عن عمر يناهز 60 عاماً.

## مناصب
تولى منصب إمبراطور روماني (22 أبريل 238–29 يوليو 238)
- عضو مجلس الشيوخ الروماني القديم.